# Pherne placeraria
Pherne placeraria är en fjärilsart som beskrevs av Achille Guenée 1858. Pherne placeraria ingår i släktet Pherne och familjen mätare. Inga underarter finns listade i Catalogue of Life.